# Tuiana Dașidorjieva
Tuiana Dașidorjieva (în rusă Туяна Дашидоржиева; n. 14 aprilie 1996, Cita, Regiunea Cita, Rusia) este o arcașă ce a reprezentat Rusia, medaliată olimpică. A participat la o ediție a Jocurilor Olimpice (2016) în care a câștigat o medalie de argint.

## Participări
Lista de mai jos prezintă principalele competiții la care a participat Tuiana Dașidorjieva de-a lungul carierei.
- Tiro com arco nos Jogos Olímpicos de Verão de 2016 - Equipes femininas[*]